# Halifax-Bay-Wetlands-Nationalpark
Der Halifax-Bay-Wetlands-Nationalpark (englisch Halifax Bay Wetlands National Park) ist ein etwa 18 Quadratkilometer großer Nationalpark in Queensland, Australien.

## Lage
Der Park befindet sich in der Region North Queensland. Er liegt etwa 80 Kilometer nordwestlich von Townsville und 20 Kilometer südöstlich von Ingham. Es gibt weder öffentlichen Zugang noch Besuchereinrichtungen im Park.
In der Nachbarschaft liegen die Nationalparks Hinchinbrook-Island, Orpheus Island und Paluma Range.

## Flora und Fauna
Salzwiesen- und Krautvegetation sind auf den salzreichen Alluvialböden vorherrschend. Das flache, küstennahe Gelände ist die Brutstätte von Fischen, Schlammkrabben und Krebsen.